# Pseudostereomera mirabilis
Pseudostereomera mirabilis är en skalbaggsart som beskrevs av Bordat och Henry Fuller Howden 1995. Pseudostereomera mirabilis ingår i släktet Pseudostereomera och familjen Aphodiidae. Inga underarter finns listade i Catalogue of Life.